# Takis Lemonis
Takis Lemonis, né le 13 janvier 1960 à Athènes, est un footballeur grec évoluant au poste de milieu de terrain.

## Carrière

### Joueur
Il a commencé sa carrière au sein d'un petit club athénien, l'APO Attikos. Il poursuit ensuite son parcours au sein du grand Olympiakos Le Pirée, de 1978 à 1987, avec il lequel il remporte quatre titres de champion lors de ses quatre premières saisons au club. Il remporta également un cinquième titre pour sa dernière année avant de jouer respectivement pour APO Levadiakos, Panionios Athènes, Ionikos Le Pirée et Ethnikós Le Pirée.
Il a honoré deux sélections pour l'équipe de Grèce de football.

### Entraîneur
Panagiotis Lemonis passa ses diplômes d'entraîneur en Angleterre.
En 1996, il prit les rênes du modeste club de l'Asteras Zografou. Il rejoint l'Olympiakos Le Pirée quatre ans plus tard (2000) et est nommé entraîneur assistant; en novembre 2000, il en prend seul la tête à la suite du licenciement d'Ionnis Matzourakis. Il est remercié en octobre 2002 à la suite d'une prestation décevante de son équipe en Ligue des champions de l'UEFA dont la défaite (3 à 0) enregistrée face au Maccabi Haïfa. Il revient en 2003 sur cette île afin d'entraîner l'APOEL Nicosie avant de retourner en Grèce pour diriger le Kallithea FC puis Levadiakos en 2005-2006.
En septembre 2006, il est nommé entraîneur de l'AO Xanthi, en prenant de nouveau la succession de Matzourakis. Il démissionne soudainement en décembre pour rejoindre l'Olympiakos Le Pirée. Il a permis à cette équipe de remporter son dixième titre national en onze saisons. Il est remercié en mars 2008 à la suite de l'élimination de son équipe par Chelsea en huitièmes de finale de la Ligue des champions de l'UEFA (0 - 0 au match aller au Stade Karaiskaki, 3 - 0 au match retour à Stamford Bridge). Il est remplacé par l'Espagnol José Segura, son assistant.
- nov. 2000-oct. 2002 :  Olympiakos
- déc. 2003-2005 :  GS Kallithéa
- 2005-2006 :  APO Levadiakos
- oct. 2006-déc. 2006 :  Skoda Xanthi
- 2007-mars 2008 :  Olympiakos
- nov. 2008-déc. 2008 :  Paniónios GSS
- mars; 2009-oct. 2010 :  Omonia Nicosie
- déc. 2010-nov. 2011 :  Paniónios GSS
- fév. 2012-avr. 2012 :  Panetolikós FC
- 2013-oct. 2013 :  APO Levadiakos
- 2015-fév. 2016 :  Al-Raed
- 2017-mars. 2017:  Olympiakos
- sept. 2017-janv. 2018 :  Olympiakos

## Palmarès d'entraîneur
| Olympiakos - Championnat de Grèce (4) : - Champion : 2001, 2002, 2007, 2017 - Coupe de Grèce - Finaliste : 2001, 2002 - Supercoupe de Grèce (1) - Vainqueur : 2007 |  | Omonia Nicosie - Championnat de Chypre (1) - Champion : 2010 - Vice-Champion : 2009 - Supercoupe de Chypre (1) - Vainqueur : 2010 |